# Jean Weill
Jean Weill (fl. XX secolo) è stato uno schermidore svizzero.
Partecipò ai Giochi della II Olimpiade che si svolsero a Parigi nel 1900. Prese parte alla gara di fioretto dove fu eliminato al primo turno.